# 鄧櫃
鄧櫃（越南语：／；1845年—？年），一作鄧樻，越南阮朝官員。

## 生平
鄧櫃是北寧省順成府超類縣大慈總弄亭社（今屬興安省文林縣大同社大慈村）人，紹治五年（1845年）出生。建福元年（1884年），鄧櫃參加河南場鄉試，考中舉人。咸宜元年（1885年），鄧櫃會試次中格，本應參加庭試，但他因為虛報父親官銜而被剝奪庭試資格。不久庭試過後，未及放榜，尊室說發動勤王運動，庭試成績因此作廢。成泰元年（1889年），鄧櫃經審核準預庭試，考中己丑科副榜。後授著作銜，領義興教授，升山西督學。
鄧櫃有患有耳聾的疾病。